# Beocia (región histórica)

Ciudades y polis de la
región histórica de Beocia.

Beocia (en griego antiguo: Βοιωτία, Boiotia) es una región de la Grecia Occidental que se corresponde con una región histórica de la Antigua Grecia. Se extiende a lo largo de la ribera norte del golfo de Corinto, al este de las históricas regiones de Etolia y al oeste del Ática.
Actualmente forma la parte occidental de la unidad periférica de Beocia. La capital y principal ciudad en tiempos antiguos era Tebas. El gentilicio latino era aonius.

## Geografía
La Beocia antigua limitaba al norte con la Lócrida, al noreste con el canal de Eubea, al oeste con la Fócida, al sur con el golfo de Corinto, la Megaride y Ática. La parte suroriental de la Beocia era montañosa, y las otras zonas eran más bien llanas. En el centro de la zona llana estaba el lago Copaide, desecado a principios de los años 1900, cuyas inundaciones fueron muy favorables para la productividad agrícola, aunque hacían de la zona un territorio pantanoso afectado por la malaria. A diferencia de otras regiones de la antigua Grecia, la economía de la Beocia fue casi exclusivamente agrícola. Las principales montañas que rodean la Beocia son los montes Parnaso, Helicón y Citerón; y, entre los ríos, destaca el río Cefiso, que alimentaba el lago Copaide.
Las principales ciudades eran Tebas, Orcómeno, Haliarto, Tespias, Acrefias, Coronea, Platea, Eutresis y Tanagra.
Aunque la Beocia fue la cuna de personas eminentes (por ejemplo, Hesíodo, Píndaro, Corina, Epaminondas o Plutarco), para los atenienses «beocio» era sinónimo de persona pequeña y estúpida. El desprecio tenía como base la estructura económica de las dos sociedades: Beocia era una región agrícola y los habitantes de las zonas rurales a menudo eran objeto de desprecio por parte de los comerciantes y burgueses.
La lengua hablada en Beocia fue un particular dialecto eólico, y en eólico fue escrita la poesía de Corina; Píndaro adoptó, sin embargo, el dialecto dórico.

## Historia

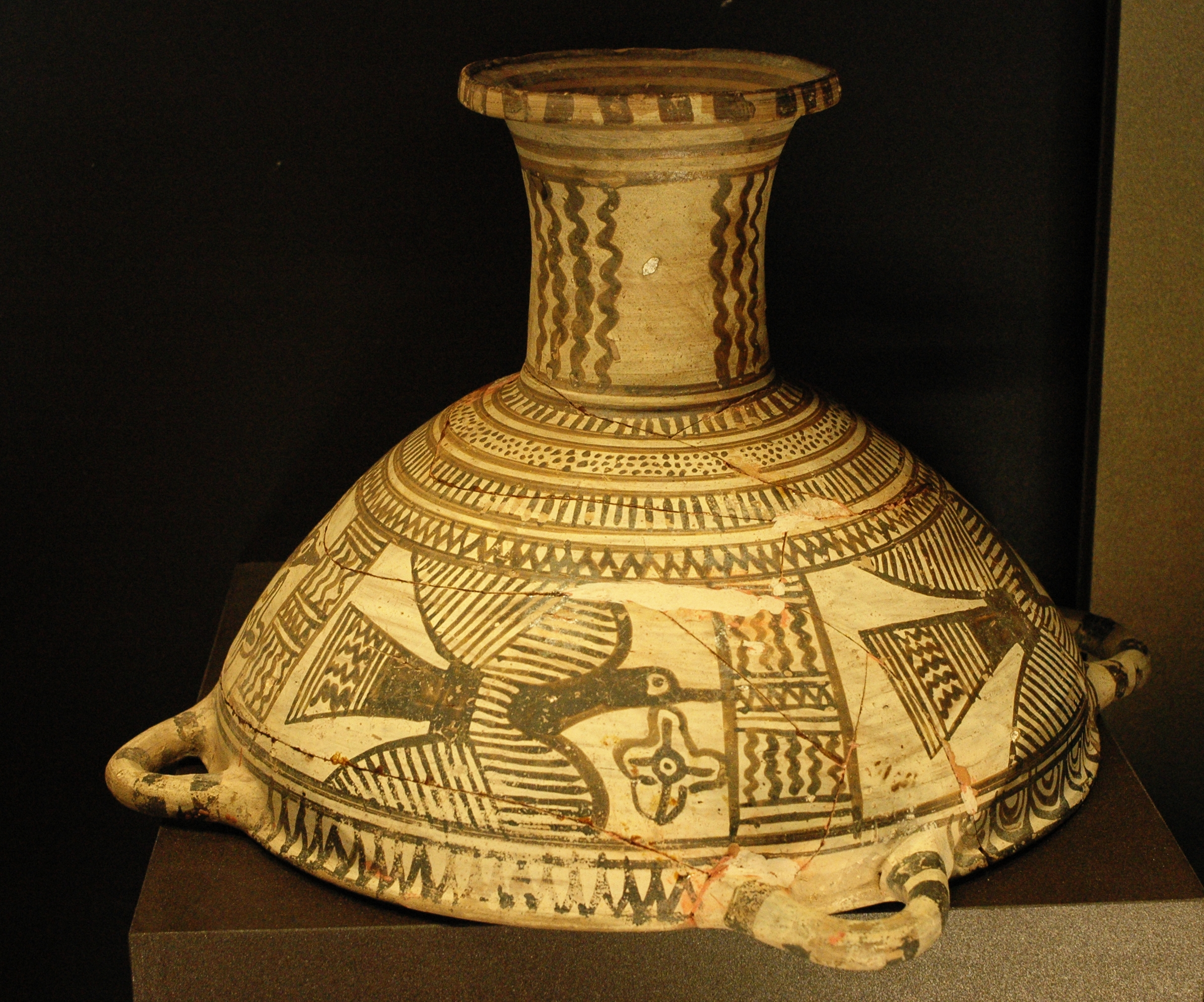
Pieza originaria de Beocia.

Las tradiciones indican que inicialmente vivían en esta región las tribus bárbaras de los aonios, ectenas, témices, léleges e hiantes, de raíz pelásgica. Los minias y los cadmeos poblaron más tarde Orcómeno y Tebas. Ambas ciudades encabezaron dos países separados, cada uno en su valle o llanura.
Después llegaron los beocios, un grupo de los eolios que emigraron desde la Ftiótide expulsados por los tesalios, sesenta años después de la toma de Troya según Tucídides, aunque en el catálogo de las naves de la Ilíada, los beocios forman uno de los contingentes participantes en la guerra y ya están ubicados en Beocia. Así, estos se incorporaron a los minias y cadmeos. 
Los beocios inicialmente tenían representantes en la anfictionía de Antela. Por otra parte, al menos desde el siglo VI a. C. hay indicios de alianzas e instituciones comunes entre las ciudades beocias, lo que cristalizó en la Liga Beocia, que inicialmente estaba dirigida por Tebas.
Una de las ciudades que inicialmente era beocia, Platea, sufrió un asedio por los tebanos, pero los plateos se pudieron defender y la ciudad acabó separándose de los beocios y poniéndose bajo la protección de Atenas hacia el 519 a. C.
En 480 a. C. Beocia fue ocupada por Jerjes I de Persia después de la batalla de las Termópilas y las ciudades de Tespias y Platea fueron incendiadas (acusadas como enemigas por Tebas, donde se había impuesto el partido favorable a Persia). Después de la batalla de Platea, en 479 a. C., Tebas fue asediada por los espartanos y otros contingentes; el líder tebano Atagino huyó y su sucesor Timegénidas encabezó la resistencia. La ciudad fue ocupada después de 20 días de asedio, Timegénidas y sus colaboradores fueron ejecutados por orden del espartano Pausanias.
Posteriormente, el enfrentamiento de Esparta y Atenas llevó a Esparta a apoyar a los beocios como forma de debilitar la influencia de Atenas en Grecia central. En 457 a. C. El regente espartano Nicómedes marchó a la región, pero fue derrotado por Pericles en Tanagra; dos meses después, los beocios fueron derrotados en Enofita, y se instalaron en la región regímenes democráticos aliados de Atenas. En 447 a. C. algunos de los líderes beocios exiliados habían vuelto a Orcómeno, Queronea, y otras localidades beocias y se rompió la alianza con Atenas. Los atenienses ocuparon Queronea, pero la victoria de los beocios en Coronea los obligó a evacuar la región.
A partir de entonces volvió a resurgir la Liga o confederación beocia, con Tebas como ciudad preponderante. En este periodo se conocen más precisamente algunas características de su funcionamiento: en 395 a. C., estaba organizada en once distritos que servían tanto para la administración fiscal, como política o militar. Cada una de estas circunscripciones o distritos tenía derecho a enviar un determinado número de beotarcas —magistrados que dirigían la liga—, Además, constaba de un consejo formado por 660 miembros. El festival anual de la Liga era la Pambeocia, que se hacía en el templo de Atenea Itonia, cerca de Queronea. 
Tebas se alió otra vez con Esparta en la guerra del Peloponeso (432 a. C.) y atacaron Platea en 431 a. C. sin éxito. Finalmente Platea fue conquistada por los espartanos en 427 a. C. y la ciudad fue reincorporada a Beocia. Las ciudades beocias no firmaron el tratado de paz de Nicias (421 a. C.)
En el 386 a. C., la paz de Antálcidas provocó una nueva disolución de la Liga Beocia, que volvería a reconstituirse en el 373 a. C. En 379 a. C. fue asesinado el jefe del partido aristocrático de Tebas, Arquías, y pronto estalló una revolución democrática dirigida por Pelópidas y Epaminondas. Los espartanos se hicieron fuertes en la fortaleza de Cadmea, pero fueron finalmente desalojados de Tebas. En 377 a. C., Tebas ingresó en la Segunda Liga ateniense.
Epaminondas gobernaba la ciudad, que ejercía la hegemonía en Beocia; destruyó Platea, anexionó Tespias y reclamó Oropos (374 a. C.). Entonces, Epaminondas fue nombrado beotarca y el tratado de paz del verano del 371 a. C. exigió el reconocimiento de la Liga Beocia y cuando fueron atacados por los espartanos (por forzarlos a firmar la paz) los tebanos ganaron en la batalla de Leuctra (verano del 371 a. C.) y Fócida, Élide, Acaya y Tesalia (y más tarde Arcadia) se aliaron con Beocia.
Tebas ayudó a Arcadia e invadió Mesenia (que fue declarada independiente), pero fracasó contra Esparta. En 369 a. C., ocuparon Pelene y devastaron Trecén y Epidauro, pero los jefes tebanos, Ismenio y Pelópidas fueron derrotados por el tirano hegemónico de Tesalia, Alejandro de Feres, derrota que fue vengada el año siguiente por el propio Epaminondas con una gran victoria. En cambio, en 367 a. C. y 366 a. C. la expedición tebana al Peloponeso no tuvo nada de éxito. En 365 a. C., los tebanos derrotaron al rey Ptolomeo Alorita de Macedonia (que fue ejecutado) y restauraron a Pérdicas III; poco después, el tebano Pelópidas entró otra vez en Tesalia y derrotó a Alejandro en Cinoscéfalas.
También hicieron una expedición naval a Bizancio, Quíos, Rodas y Ceos, que se convirtieron en aliadas, pero por muy poco tiempo. Durante la expedición los oligarcas (principalmente de Orcómeno) intentaron un golpe de Estado que fracasó, y Orcómeno fue destruida. En 363 a. C., Tebas hizo una última expedición al Peloponeso. 
En 362 a. C., la ciudad de Tegea, aliada de Tebas, se enfrentó a Mantinea, aliada de Esparta, y Epaminondas corrió a ayudar a sus aliados, y ganó en la batalla de Mantinea (12 de julio) donde perdió la vida Epaminondas y acabó de hecho el breve período de hegemonía tebana en Grecia.
En 338 a. C. Beocia fue sometida por Filipo II de Macedonia después de la batalla de Queronea. Alejandro Magno destruyó Tebas (335 a. C.) Las ciudades se despoblaron progresivamente. 
A mitad del siglo II a. C., la Liga Beocia se restableció y se alió con la Liga Aquea, pero la victoria romana de Escorfea en 146 a. C. puso fin a la Liga. Beocia fue incorporada a Roma y convertida en ager publicus.
Durante el imperio, sólo quedaban Tanagra y Tespias como ciudades y el resto o eran ruinas o eran lugares insignificantes. Tanagra y Tespias fueron ciudades libres bajo el dominio de Roma.